# Anthene madibirensis
Anthene madibirensis är en fjärilsart som beskrevs av Wichgraf 1921. Anthene madibirensis ingår i släktet Anthene och familjen juvelvingar. Inga underarter finns listade i Catalogue of Life.